# كارين بيج
كارين بيج (بالإنجليزية: Karen Page) هي رياضية خماسي نيوزيلندية، ولدت في القرن العشرين.